# Escadron d'hélicoptères 1/67 Pyrénées
L'escadron d'hélicoptères 1/67 « Pyrénées » est une unité navigante de l'armée de l'air française stationnée sur la base aérienne 120 de Cazaux. Escadron aux missions diverses, il est spécialisé dans la recherche et le sauvetage de personnes en temps de paix, type Search & Rescue (SAR), et en temps de guerre type Combat Search & Rescue (CSAR).
En 2014, l'EH 1/67 est rattaché aux forces spéciales air. En septembre 2020, l'escadron quitte la Brigade aérienne d'appui et de projection pour intégrer la Brigade des Forces Spéciales Air, nouvellement créée.

## Historique

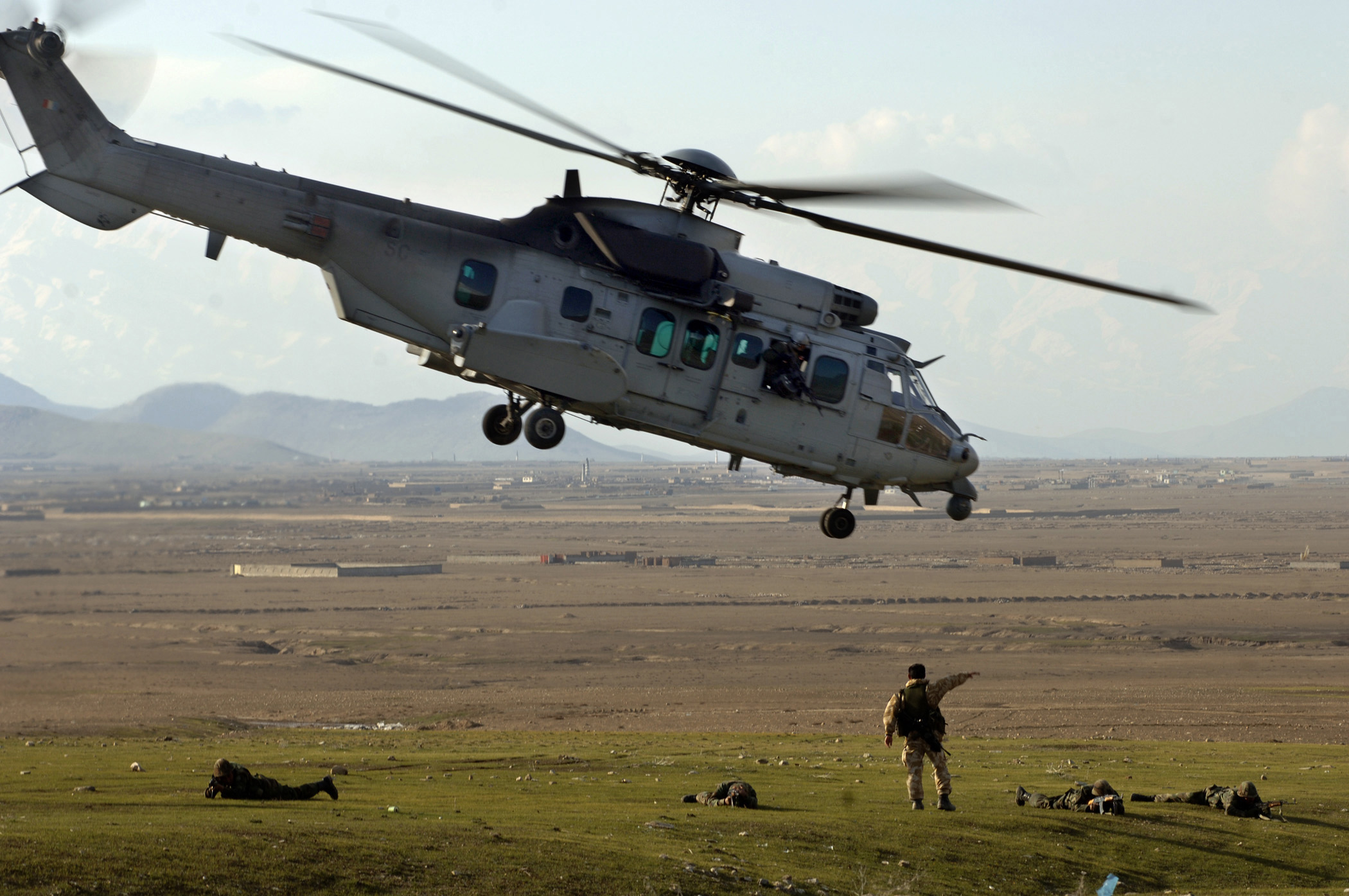
EC 725 Caracal de l'EH 1/67 Pyrénées en Afghanistan le 15 mars 2007.

L'EH 01-067 trouve son origine dans le  remaniement des unités d'hélicoptères de l'armée de l'air à la suite de la guerre d'Algérie. La 22e escadre d'hélicoptères fait mouvement de la base aérienne d'Oran vers celle de Chambéry. Elle arme alors trois détachements permanents à Istres, Pau et Cazaux.
En 1964, la 22e escadre est dissoute et se scinde en deux escadrons autonomes : le 1/68 à Pau chapeautant le détachement permanent de Cazaux, et le 2/68 à Chambéry auquel est rattaché le détachement permanent stationné à Istres. l'EH 1/68 reprend en 1966, avec l'insigne du lynx rouge, les traditions de l'escadrille "SAL 17" (1914-18) , du GR I/14 (1939-42) et plus récemment de la 2e escadre d'hélicoptères dont il se voit confier le drapeau. Il obtient en même temps l'homologation du fanion de l'unité et le nom de tradition « Pyrénées ». En 1972, à la suite de la fermeture de la base aérienne 119 de Pau, l'escadron est redéployé sur la base aérienne 120 de Cazaux.
En 1975, l'unité adopte l'appellation d'EH 01.067 "Pyrénées". Elle se consacre à des sauvetages sur terre et en mer ou des interventions humanitaires (plan ORSEC lors des inondations dans le Gers en 1979 et dans la région de Langon en décembre 1981).
Parallèlement, l'unité prend une part prépondérante dans le soutien au Centre d'essais des Landes de Biscarrosse, notamment lors des activités de tirs de missiles en mer. Ses hélicoptères légers assurent des liaisons logistiques au profit de la 3e Région Aérienne, dont l'état-major est à Bordeaux-Mérignac.
En 1986, l'unité est choisie pour expérimenter en situation réelle le nouveau Puma équipé SAR, capable d'effectuer des treuillages de nuit au-dessus de la mer au profit de pilotes éjectés. L'appareil n'aura pas le loisir d'intervenir au profit de ces derniers, en revanche, la période sera marquée par plusieurs interventions périlleuses au profit d'équipages de chalutiers civils qui auront un retentissement marqué dans la presse, ce qui conduira le grand quotidien régional Sud Ouest a décerner à l'escadron le titre d' Homme de l'année 1988.
Lors de l'opération Daguet (deuxième guerre du Golfe Persique), l'EH 01.067 contribue à la mise en place d'un détachement SAR sur la base d'Al Asha en Arabie saoudite. Les équipages participent au sauvetage de pilotes de chasse alliés.
Les opérations de Bosnie orientent de manière définitive la vocation de l'unité. En février 1994, le Pyrénées participe à un nouveau détachement à Brindisi en Italie. Au contact des forces spéciales américaines, ce déplacement permet de doter l'armée de l'air d'une nouvelle capacité : la RESCo (Recherche et sauvetage au combat).
Le détachement de Brindisi dure presque trois ans et demi et le Pyrénées en deviendra le principal puis l'exclusif contributeur. Il se termine en juillet 1997, après l'évacuation de ressortissants français d'Albanie le 14 mars 1997.
L'histoire récente a confirmé la vocation première de l'EH 1/67 "Pyrénées" : la recherche et le sauvetage, en temps de paix et de guerre. Les inondations de l'Aude en novembre 1999, de Charente-Maritime lors des tempêtes Lothar et Martin, puis du Gard en 2002 et plus récemment autour de La Rochelle lors de la tempête Xynthia (février 2010) permettront aux équipages de se distinguer lors d'opérations de sauvetage "pointues". Quant à la RESCo, elle est successivement assurée sur les théâtres de Macédoine (opérations au Kosovo) en 1999, de la République démocratique du Congo en 2003, et de l'Afghanistan depuis la mise en service du Caracal. L'opération Serval au Mali en janvier 2013 marque toutefois le retour du Puma sur un théâtre d'opérations et les deux types d'appareils sont déployés sur le théâtre de l'opération Barkhane en 2014.
Entretemps, cette mission de RESCo est devenue interarmées. L'EH possède donc du personnel de l'armée de terre et de la marine nationale pour assurer ses missions. En contrepartie, il apporte une capacité d'hélicoptère moyen au groupe aéronaval embarqué lors des déploiements du celui-ci.
Depuis 2006, l'EH 01.067 abrite dans ses locaux l'escadrille de transformation opérationnelle sur hélicoptère moyen, qui dépend du CIEH. L'escadron est aujourd'hui la plus grosse unité d'hélicoptères de l'armée de l'air et, à ce titre, reçoit régulièrement la visite de personnalités.
Le 5 février 2014, l’escadron participe au sauvetage grâce à son hélicoptère Puma des 12 marins du Luno, un cargo Espagnol venu s’échouer sur une digue d'Anglet à la suite de la tempête Petra.
En 2017, les Puma sont progressivement reversés à l'EH 01.044 de Solenzara. Ne subsistent à Cazaux que les Caracal. En 2020, 10 de ces hélicoptères sont en service dans l'armée de l’air française, 8 autres sont prévus entre 2023 et 2024 dont 6 pour l'escadron Pyrénées.
En avril 2020, l'EH 1/67 Pyrénées participe à l'opération Résilience dans le cadre de la lutte contre le Covid-19. A ce titre, il positionne deux Caracal sur la base aérienne 107 de Villacoublay pour mener des évacuations sanitaires.

## Traditions
L'insigne reprend celui de l'escadrille SAL 17, unité de la Première guerre mondiale, sur lequel figure un léopard ou un lynx rouge. Cet insigne a été homologué (A 931) le 3 janvier 1966.
Par ailleurs, l'unité est dépositaire des fanions et traditions des escadrilles BR 29 "Chat" et la BR 123 "Chimère", deux unités de la Grande Guerre.
Enfin, l'escadrille de transformation opérationnelle (ETO) a repris les traditions de l'escadron d'hélicoptères moyens (EHM) 2/65 (insigne A 651).

## Distinctions
Par reprise des traditions de la SAL 17, l'escadron est décoré de la Croix de guerre 1914-1918.
L'escadron est détenteur de la fourragère aux couleurs de la Croix de la Valeur militaire pour deux citations à l'ordre de l'armée aérienne, la première le 11 novembre 2011 et la seconde le 19 septembre 2013.
Enfin, l'escadron a été décoré de la Médaille d'honneur du service de santé des armées.

## Médiatisation
- 2011 : Dans le cadre d'une émission de Michel Drucker sur l'Armée de l'air (France 2), le chanteur Christophe Maé effectue un entraînement à Cazaux avec l'escadron.
- 2012 : L'Armée de l'Air consacre un reportage vidéo à l'escadron[6]
- 14 juillet 2013 : Dans le cadre d'une présentation des moyens héliportés des armées françaises, le journaliste Denis Brogniart effectue en direct sur TF1 un aérocordage sur l'Esplanade des Invalides avec les commandos du CPA 30 depuis un Caracal de l'escadron.
- 2014 : la chaine Aerocontact TV lui consacre un reportage [7]

## Rayonnement
Depuis septembre 2019, la ville d'Anglet est marraine de l'escadron.

## Personnalités liées à l'escadron
- Stéphane Saint-André, homme politique français, a effectué son service national au sein de l'unité en 1987-88.
- Barthélémy Bidégaray, maire d'Urcuit de 2001 à 2020 est un ancien mécanicien de l'unité.
- Sophie Adenot, qui fut pilote à l'escadron de 2008 à 2012, rejoint l'Agence spatiale européenne comme future astronaute le 23 novembre 2022.

## Bases
- Base aérienne 119 de Pau de 1964 à 1972
- Base aérienne 120 de Cazaux depuis 1972

## Appareils
| Mise en service | Retrait | Appareil     |
| --------------- | ------- | ------------ |
| 1964            | 1988    | Alouette II  |
| 1964            | 1975    | H-34         |
| 1974            | 1990    | Alouette III |
| 1974            | 2017    | Puma         |
| 1990            | 1997    | Fennec       |
| 2006            | -       | Caracal      |